# 周梅森
周梅森（1956年3月9日—），江苏徐州人，中国作家，中国作家协会会员，江苏省作家协会副主席，一级作家。由於他在1990年代中期長三角起步發展時曾“短暂挂职江苏省徐州市政府副秘书长，为他日后的政治小说创作提供了基础，陆续写出了《人间正道》《绝对权力》《国家公诉》等政治小说”。

## 主要作品
- 《周梅森文集》
- 《国殇》
- 《人间正道》
- 《天下财富》
- 《中国制造》
- 《黑坟》
- 《国家公诉》
- 《我主沉浮》
- 《絕對權力》，被改编为同名电视剧
- 《人民的名义》，被改编为同名电视剧[2]
- 《人民的财产》，被改编为突围